# Helianthella quinquenervis
Helianthella quinquenervis là một loài thực vật có hoa trong họ Cúc. Loài này được (Hook.) A.Gray mô tả khoa học đầu tiên năm 1883.